# Louis d'Or
Il Louis d'Or è un premio di recitazione olandese, assegnato ogni anno al miglior attore protagonista della stagione teatrale olandese. Viene assegnato dal Vereniging van Schouwburg- en Concertgebouwdirecties (VSCD), la principale organizzazione di categoria per i teatri nei Paesi Bassi. Il premio stesso è una medaglia d'oro, attualmente progettata da Eric Claus. Prende il nome dall'attore olandese Louis Bouwmeester. La sua controparte femminile è il Theo d'Or.
Il Louis d'Or viene assegnato ogni anno, insieme agli altri premi teatrali dalla VSCD, al Gala del teatro olandese allo Stadsschouwburg di Amsterdam.

## Giuria
La giuria è formata da programmatori teatrali, produttori e critici, che si rendono esplicitamente disponibili nelle rispettive discipline. I giurati possono far parte della giuria per un massimo di sei anni. I nuovi giurati possono essere nominati dalla giuria stessa o essere nominati dal consiglio del VSCD.

## Vincitori
- 1955: Paul Steenbergen
- 1956: Han Bentz van den Berg
- 1957: Ko van Dijk
- 1958: Han Bentz van den Berg
- 1959: Paul Steenbergen
- 1960: Paul Steenbergen
- 1961: Bob de Lange
- 1962: non assegnato
- 1963: Guus Hermus
- 1964: Han Bentz van den Berg
- 1965: Paul Steenbergen
- 1966: non assegnato
- 1967: Eric Schneider[3]
- 1968: Ton Lutz
- 1969: Hans Tiemeyer
- 1970: Henk van Ulsen

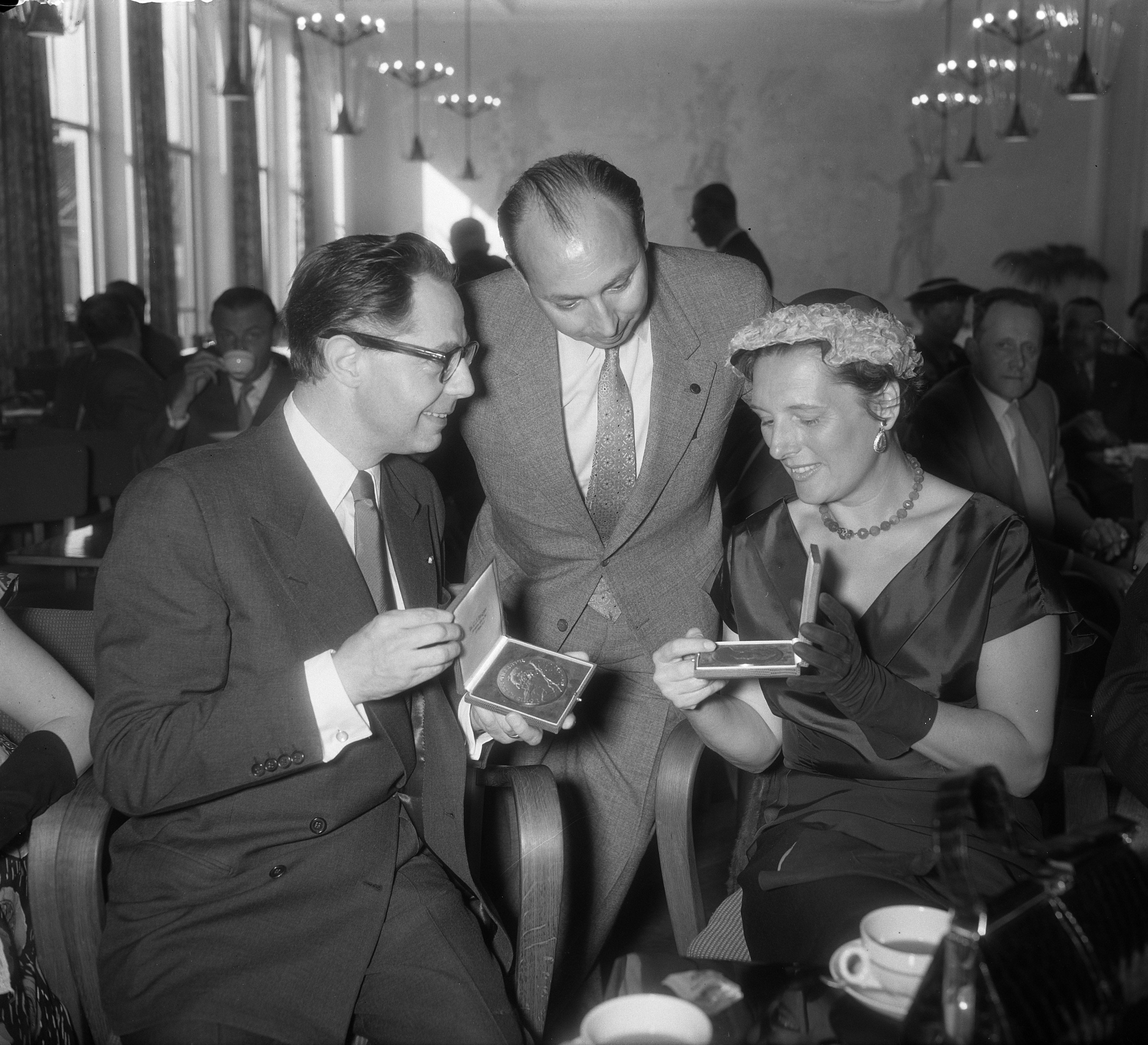
Vincitore del Louis d'Or 1955: Paul Steenbergen (a sinistra)

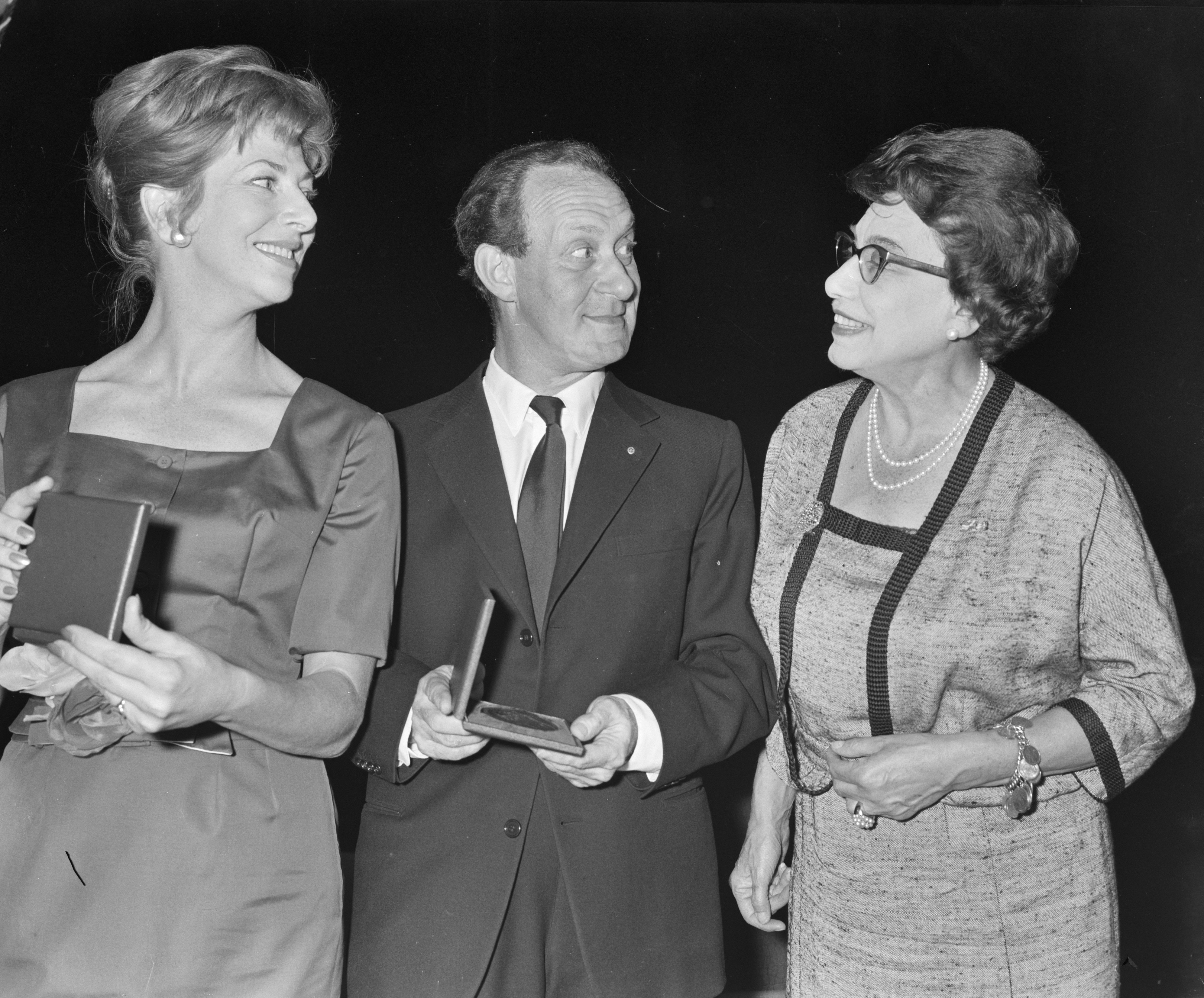
Vincitore del Louis d'Or 1961: Bob de Lange

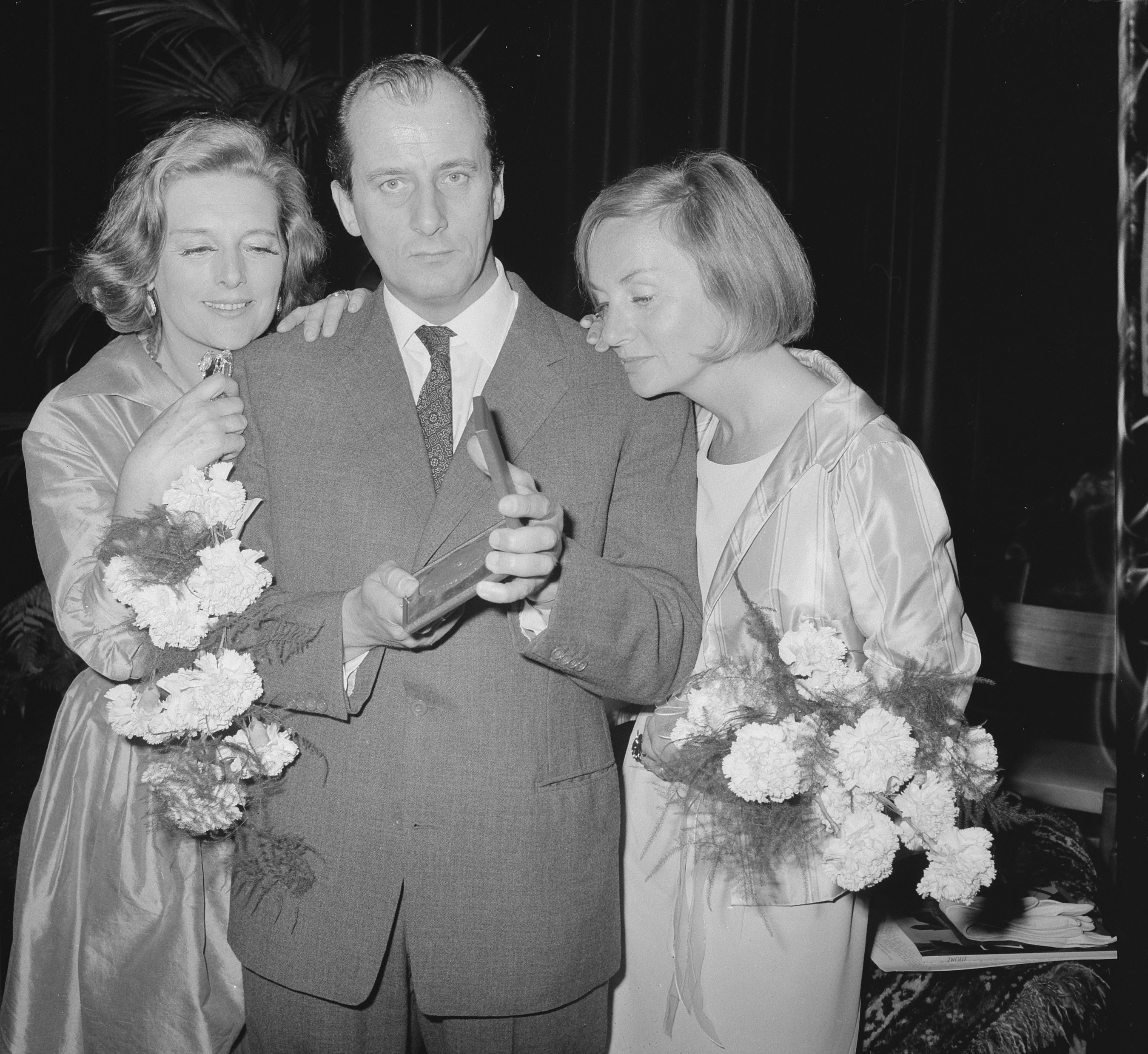
Vincitore del Louis d'Or 1963: Guus Hermus

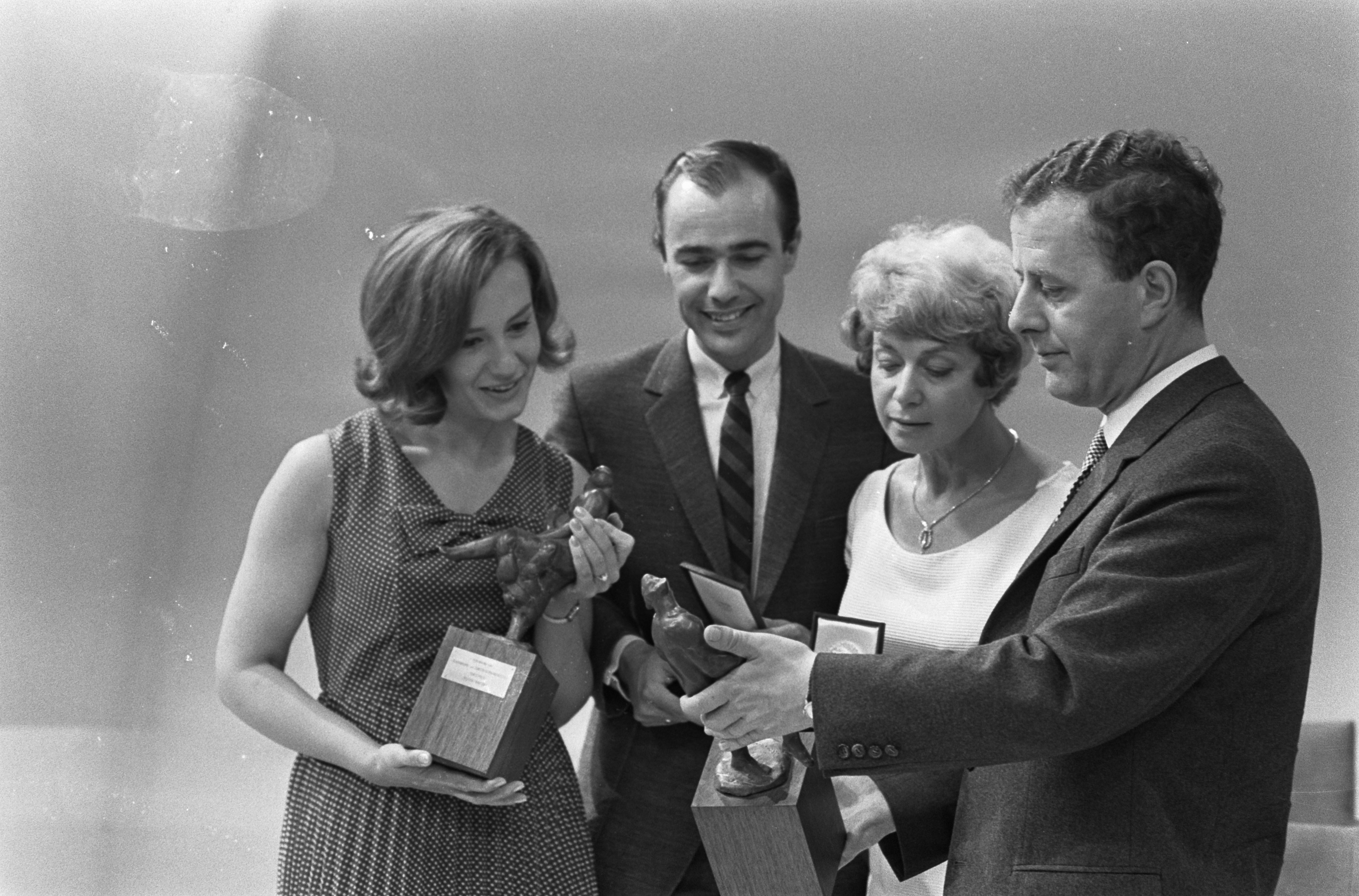
Vincitore del Louis d'Or 1967: Eric Schneider (nel centro)

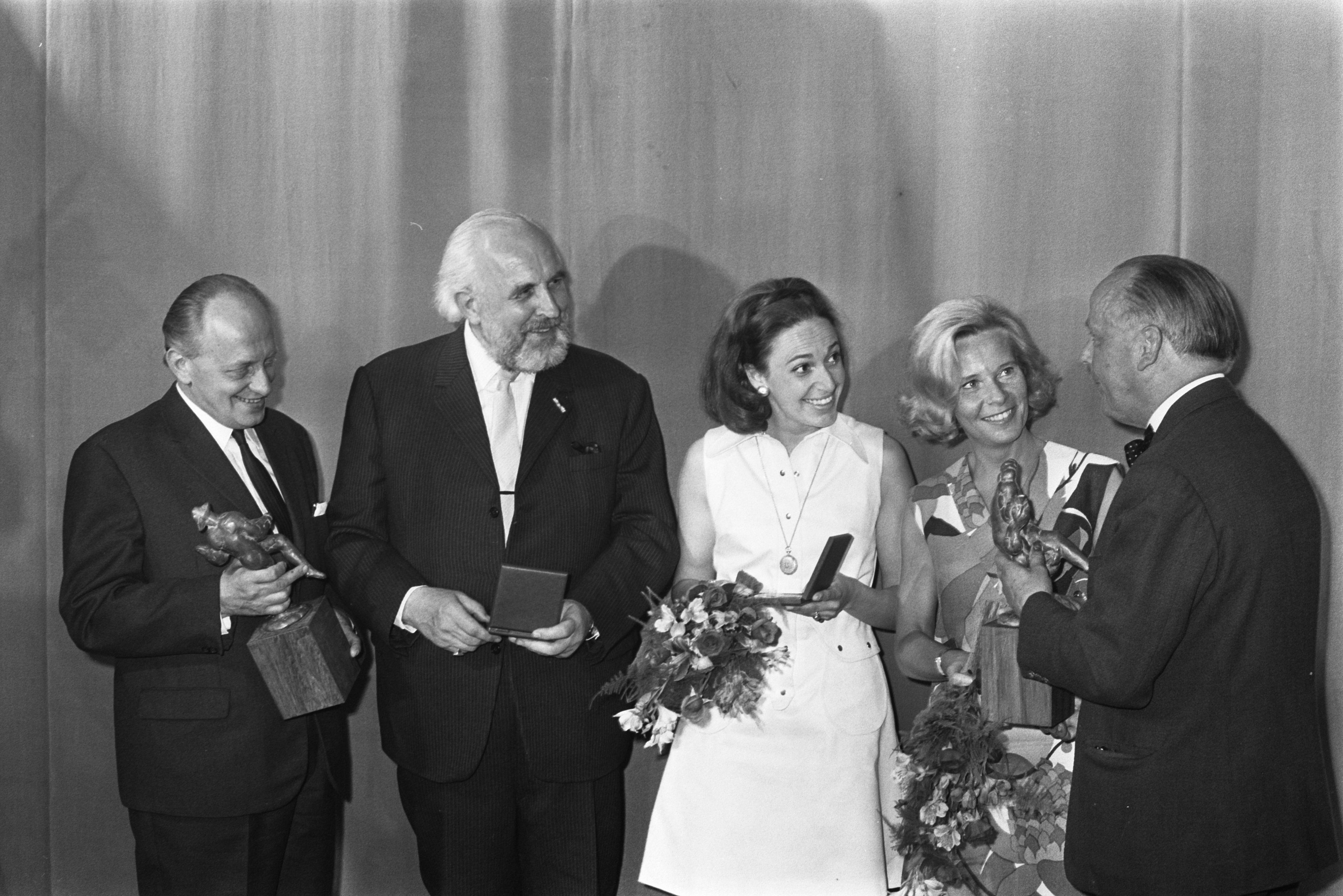
Vincitore del Louis d'Or 1969: Hans Tiemeyer (secondo da sinistra)

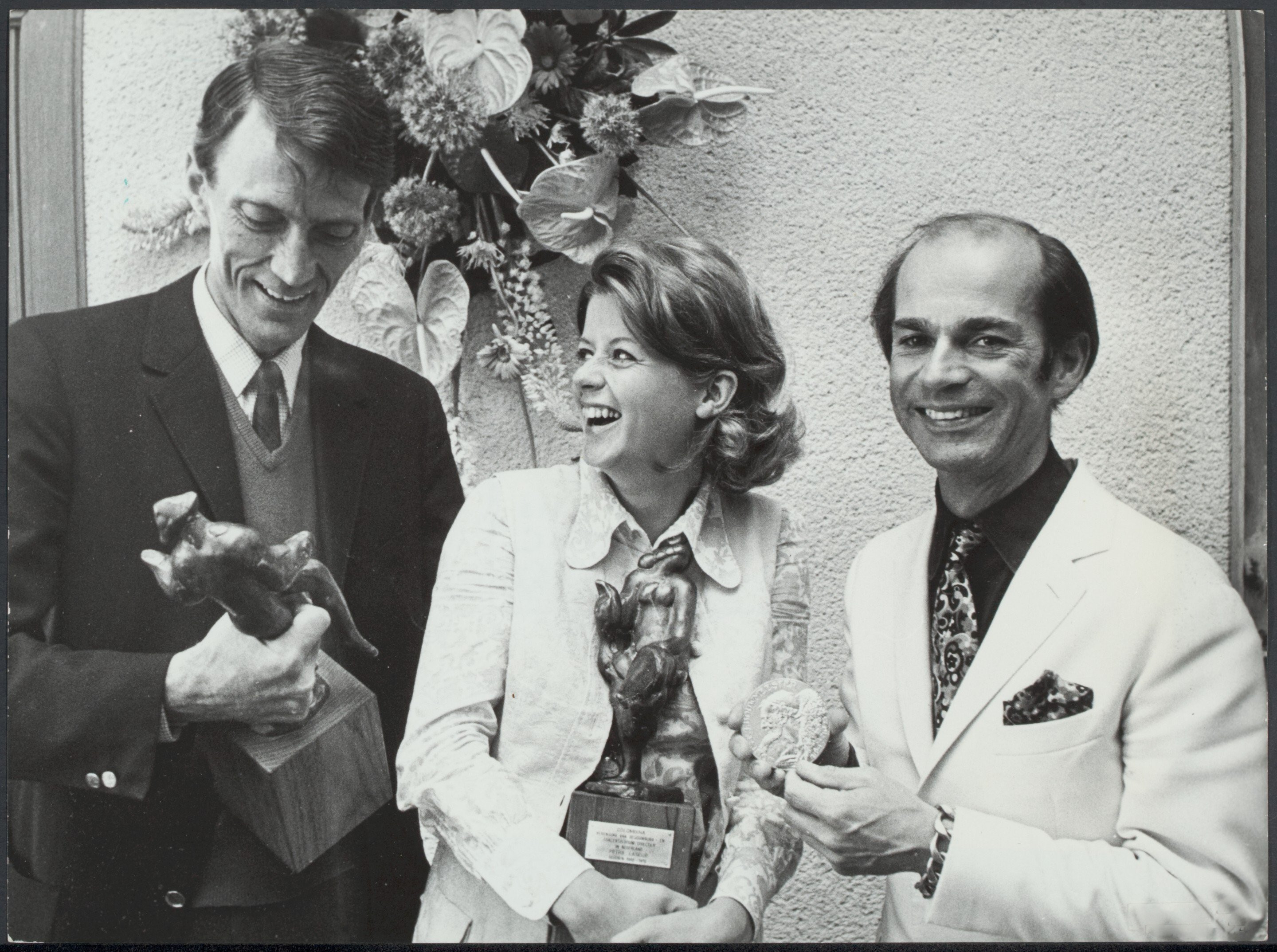
Vincitore del Louis d'Or 1970: Henk van Ulsen (a destra)

- 1971: Wim van der Grijn en Hans Dagelet
- 1972: Guido de Moor
- 1973: André van den Heuvel
- 1974: Siem Vroom
- 1975: Peter Faber on behalf of the Werkteater
- 1976: Peter van der Linden
- 1977: Carol Linssen
- 1978: Eric van der Donk
- 1979: Jules Croiset
- 1980: Hans Croiset
- 1981: Gees Linnebank
- 1982: Joop Admiraal
- 1983: Ton Lutz
- 1984: John Kraaijkamp sr.
- 1985: Siem Vroom
- 1986: Guido de Moor
- 1987: Guido de Moor
- 1988: Carol van Herwijnen
- 1989: Guido de Moor
- 1990: Peter Oosthoek
- 1991: Peter Faber
- 1992: André van den Heuvel
- 1993: Gijs Scholten van Aschat
- 1994: Pierre Bokma
- 1995: Warre Borgmans
- 1996: Victor Löw
- 1997: Herman Gilis
- 1998: Peter De Graef
- 1999: Lucas Van den Eynde
- 2000: Bram van der Vlugt
- 2001: Steven Van Watermeulen
- 2002: Edwin de Vries
- 2003: Bert Luppes
- 2004: Jeroen Willems
- 2005: Mark Rietman
- 2006: Joop Keesmaat
- 2007: Dirk Roofthooft
- 2008: Hans Kesting
- 2009: Bert Luppes
- 2010: Kees Hulst
- 2011: Jacob Derwig
- 2012: Hein van der Heijden
- 2013: Pierre Bokma
- 2014: Jacob Derwig
- 2015: Ramsey Nasr
- 2016: Hans Kesting
- 2017: Hans Croiset
- 2018: Bruno Vanden Broecke[4]
- 2019: Ramsy Nasr
- 2020: non assegnato
- 2021: Emmanuel Ohene Boafo
- 2022: Bram Suijker[5]